# Protapanteles praesens
Protapanteles praesens är en stekelart som först beskrevs av Muesebeck 1947.  Protapanteles praesens ingår i släktet Protapanteles och familjen bracksteklar. Inga underarter finns listade i Catalogue of Life.